# 肾母细胞瘤
肾母细胞瘤（英語：nephroblastoma）又称维尔姆斯瘤（Wilms' tumor，Wilms tumor），是一种腎臟癌症，为起源于后肾胚基细胞的恶性胚胎性肿瘤，可表现出肾发育的不同阶段及不同的分化程度。
肾母细胞瘤是儿童肾癌中最常见的类型，约占儿童泌尿生殖系统肿瘤的80%以上，少见于成人。它以最早描述这种疾病的德国外科医生马克斯·维尔姆斯（Max Wilms）命名。
大多数肾母细胞瘤是单侧的，且大多数情况下为单个肿瘤，但5％到10％的患儿在同侧肾脏中有一个以上肿瘤。约有5％患儿为双侧发病。
肾母细胞瘤通常在生长为可触及的腹部包块后才被发现。新发现的肾母细胞瘤可比肾脏大许多倍。大多数肾母细胞肿瘤可以在它们扩散转移到其他器官之前被发现。
基于体检或影像学检查结果，医生可以认为孩子可能患有肾母细胞瘤，但仍需进行实验室活检以确诊。

## 肾母细胞瘤的类型
根据其组织学特点，肾母细胞瘤可分为两大类：
良性分化型：尽管肿瘤组织中的细胞特征异常，但并未发生变形。10例肾母细胞瘤中有9例以上为此类型，患儿预后良好。
恶性分化型（间变性肾母细胞瘤）：肿瘤细胞外观变化很大，细胞核往往异常增大且扭曲。此称 anaplasia。细胞分化异常程度越大，患儿预后越差。